# Альма (Арканзас)
Альма (англ. Alma) — місто (англ. city) в США, в окрузі Кроуфорд штату Арканзас. Населення — 5825 осіб (2020).

## Географія
Альма розташована на висоті 132 метра над рівнем моря за координатами 35°28′43″ пн. ш. 94°13′56″ зх. д. / 35.47861° пн. ш. 94.23222° зх. д. (35.478669, -94.232325). За даними Бюро перепису населення США в 2010 році місто мало площу 14,43 км², з яких 13,99 км² — суходіл та 0,44 км² — водойми. В 2017 році площа становила 15,30 км², з яких 14,85 км² — суходіл та 0,44 км² — водойми.
Місто не має власного аеропорту. Будинок залізничної станції в Альма в другій половині XX століття остаточно постарішав і його було знесено на початку 1970-х років. Значна частина перевезень забезпечується за допомогою автомагістралей I-40, I-540 та федеральних автотрас US 64 та US 71, які простягаються через місто.
Альма забезпечується прісною водою з однойменного озера, яке розташовано на деякій височині на північний схід від міста та відокремлене від нього штучною високою дамбою. Населений пункт фактично розташований вздовж межі між Бостонським хребтом та долиною річки Арканзас, тому значна територія міста розташована на рівнині, на північ від якої одразу ж починається мальовнича гірська гряда.

## «Світова шпинатна столиця»
Альма претендує на звання «шпинатної світової столиці», оскільки в межах міста у великих кількостях вирощується шпинат та працює великий консервний завод «Аллен Компані». У населеному пункті розташовано кілька пам'яток, які напряму пов'язані зі шпинатом, зокрема в центрі міста встановлено дві статуї вигаданого персонажа моряка Попая і ще одна бронзова статуя, присвячена йому ж, була встановлена в міському парку 2007 року.
Щорічно в квітні місяці місто проводить «Фестиваль шпинату».

## Демографія
Згідно з переписом 2010 року, у місті мешкало 5419 осіб у 2061 домогосподарстві у складі 1476 родин. Густота населення становила 376 осіб/км². Було 2188 помешкань (152/км²).
Расовий склад населення:
| - 91,4 % — білих - 1,9 % — корінних американців - 1,7 % — чорних або афроамериканців - 0,4 % — азіатів - 1,8 % — осіб інших рас |

До двох чи більше рас належало 2,8 %. Іспаномовні складали 4,2 % від усіх жителів.
За віковим діапазоном населення розподілялося таким чином: 29,9 % — особи молодші 18 років, 57,4 % — особи у віці 18—64 років, 12,7 % — особи у віці 65 років та старші. Медіана віку мешканця становила 32,8 року. На 100 осіб жіночої статі у місті припадало 88,4 чоловіків; на 100 жінок у віці від 18 років та старших — 84,5 чоловіків також старших 18 років.
Середній дохід на одне домашнє господарство становив 51 442 долари США (медіана — 48 859), а середній дохід на одну сім'ю — 54 575 доларів (медіана — 52 204). Медіана доходів становила 47 235 доларів для чоловіків та 31 017 доларів для жінок. За межею бідності перебувало 21,0 % осіб, у тому числі 34,8 % дітей у віці до 18 років та 10,7 % осіб у віці 65 років та старших.
Цивільне працевлаштоване населення становило 2304 особи. Основні галузі зайнятості: освіта, охорона здоров'я та соціальна допомога — 38,1 %, виробництво — 17,2 %, будівництво — 8,9 %, роздрібна торгівля — 8,4 %.
За даними перепису населення 2000 року в місті проживало 4160 осіб, 1168 сімей, налічувалося 1560 домашніх господарств і 1688 житлових будинків. Середня густота населення становила близько 320 осіб на один квадратний кілометр. Расовий склад Альми за даними перепису розподілився таким чином: білих, — чорних або афроамериканців, — корінних американців, — азіатів, — вихідців з тихоокеанських островів, 1,11 % — представників змішаних рас.
Іспаномовні склали 3,70 % від усіх жителів міста.
З 1560 домашніх господарств в 42,8 % — виховували дітей віком до 18 років, 56,1 % представляли собою подружні пари, які спільно проживають, в 14,7 % сімей жінки проживали без чоловіків, 25,1 % не мали сімей. 22,3 % від загального числа сімей на момент перепису жили самостійно, при цьому 10,5 % склали самотні літні люди у віці 65 років та старше. Середній розмір домашнього господарства склав 2,66 особи, а середній розмір родини — 3,11 особи.
Населення міста за віковою діапазону за даними перепису 2000 року розподілилося таким чином: 32,1 % — жителі молодше 18 років, 9,6 % — між 18 і 24 роками, 28,9 % — від 25 до 44 років, 18,6 % — від 45 до 64 років і 10,8 % — у віці 65 років та старше. Середній вік мешканця склав 31 рік. На кожні 100 жінок в припадало 90,2 чоловіків, у віці від 18 років та старше — 85, 4 чоловіків також старше 18 років.
Середній дохід на одне домашнє господарство в місті склав 28 906 доларів США, а середній дохід на одну сім'ю — 34 068 доларів. При цьому чоловіки мали середній дохід в 33 235 доларів США в рік проти 17 014 доларів середньорічного доходу у жінок. Дохід на душу населення в місті склав 15 227 доларів на рік. Всі родини Альми мали дохід, що перевищує рівень бідності, 16,3 % від усієї чисельності населення перебувало на момент перепису населення за межею бідності, при цьому 19,7 % з них були молодші 18 років і 25,4 % — у віці 65 років та старше.